# Michail Chanonowitsch Gantwarg
Michail Gantwarg (russisch Михаил Ханонович Гантварг; * 1947 in Leningrad) ist ein russischer Geiger, Dirigent und Musikpädagoge. Er gründete das Kammermusik-Ensemble Sankt Petersburger Solisten und war Professor sowie Rektor am Sankt Petersburger Konservatorium.

## Leben und Wirken
Gantwarg erhielt im Alter von sechs Jahren ersten Geigen-Unterricht. Als Solist debütierte er fünf Jahre später mit Mendelssohns Violinkonzert, begleitet vom Orchester des Sankt Petersburger Konservatoriums, wo er später u. a. bei Michael Vaiman studierte. 1967 war er Preisträger beim Premio Paganini in Italien und 1969 beim Russischen Nationalen Wettbewerb. Nach Abschluss seines Studiums im Jahr 1972 wirkte er bis 1987 als Konzertmeister der Sankt Petersburger Philharmoniker.
Gantwarg konzertierte als Solist in Russland, in den USA sowie in zahlreichen europäischen Ländern und gastierte bei internationalen Festspielen. 1987 gründete er das Kammermusik-Ensemble Leningrader Solisten (später Sankt Petersburger Solisten), dessen Repertoire Werke verschiedener musikalischer Stilrichtungen vom 17. bis zum 20. Jahrhundert umfasst, wobei er als Solist, künstlerischer Leiter und Dirigent wirkt. Mit dem Ensemble absolviert er regelmäßig Tourneen, u. a. in Deutschland, Europa, Israel, Korea und in den USA.
Als Professor am St. Petersburger Konservatorium leitete er ab 2007 den Fachbereich Violine und Viola und war von 2011 bis 2015 Rektor des Konservatoriums. Zudem gab er regelmäßig Meisterkurse, auch in Deutschland und Österreich.
Gantwargs Diskografie umfasst über 50 Tonaufnahmen. Mit den Sankt Petersburger Solisten spielte er unter anderem alle Violin- und Klavierkonzerte von Wolfgang Amadeus Mozart, zahlreiche Instrumental-Konzerte von Johann Sebastian Bach (darunter die Violinkonzerte), Ludwig van Beethovens Große Fuge, die sechs Streichersonaten von Gioachino Rossini sowie L’Estro Armonico und Die vier Jahreszeiten von Antonio Vivaldi ein.

## Auszeichnungen
- 1991: Verdienter Künstler der Russischen SFSR[1]
- 2004: Volkskünstler Russlands[1]